# Blatná Polianka
Blatná Polianka (Hongaars: Sárosmező) is een Slowaakse gemeente in de regio Košice, en maakt deel uit van het district Sobrance.
Blatná Polianka telt 160 inwoners.